# Соколята (Свердловская область)
Соколята — деревня в Свердловской области, входящая в муниципальное образование Артинский городской округ. Расположена в 33 км на юго-запад от административного центра — посёлка городского типа Арти. Входит в состав Сажинского сельского совета.

## Население
По данным 2010 года, в деревне проживает 113 человек.